# Добрушине
Добру́шине (до 1945 року — села Добрушине та Чотай; крим. Çotay) — село в Євпаторійському районі Автономної Республіки Крим. Розташоване за 47 км від міста Саки, за 18 км від райцентру Євпаторії (там же знаходиться найближча залізнична станція), через село проходить автодорога Євпаторія — Березівка.

## Історія
Село Чота відоме з часів Кримського ханства.
Станом на 1886 відносилось до Чотайської волості Євпаторійського повіту Таврійської губернії. За 4 версти — мечеть. За 5 верст — мечеть. За 6 верст — мечеть. За 7 верст — мечеть. За 8 верст — мечеть. За 9 верст — мечеть. За 10 верст — 2 мечеті. За 12 верст — 6 мечетей. За 15 верст — 11 мечетей, школа, лавка. За 18 верст — 4 мечеті. За 20 верст — 3 мечеті. За 22 версти — мечеть.
Протягом XIX — початку XX століть це було невелике кримськотатарське поселення (64 жителі за переписом 1926 року). В 1927 р. у по сусідству з Чота єврейськими переселенцями було засноване село Добрушіно, назване на честь єврейського драматурга Іехезкеля Добрушіна. Значна частина єврейського населення загинула від рук нацистів під час німецької окупації Криму. 43 жителі села билися на фронтах німецько-радянської війни, 14 з них загинули. На честь загиблих односельців встановлено обеліск.
Після депортації кримських татар село Чота було перейменовано в Яковлево, а потім приєднано до Добрушіно. У повоєнний період в село переїхало багато переселенців з Росії та України. До 1991 р. у селі розміщувалася центральна садиба колгоспу ім. XX Партз'їзду, було розвинено землеробство і тваринництво. На 1974 р. в Добрушіно була восьмирічна школа, будинок культури зі стаціонарною кіноустановкою і залом на 400 місць, бібліотека з фондом 7 тис. книг, фельдшерсько-акушерський пункт, 2 магазини, їдальня та поштове відділення
У 1989—1990х роках була збудована середня загальноосвітня школа 1-3 ступенів. Тоді ж був збудований та введений в експлуатацію цех з виробництва ковбасних виробів. У 1993—1997 роках село переживає постперебудовну кризу. Закривається Будинок культури, бібліотека. Фельдшерсько-акушерський пункт функціонує дуже обмежено. На 2010 р. відновлені робота будинки культури, бібліотеки. Налагоджено регулярний автобусний зв'язок з м. Євпаторія.
.